# یواس‌اس پونینتون (پی‌اف-۶۵)
یواس‌اس پونینتون (پی‌اف-۶۵) (به انگلیسی: USS Uniontown (PF-65)) یک کشتی بود که طول آن ۳۰۳ فوت ۱۱ اینچ (۹۲٫۶۳ متر) بود. این کشتی در سال ۱۹۴۳ ساخته شد.